# Municipio de Strong (Kansas)
El municipio de Strong (en inglés: Strong Township) es un municipio ubicado en el condado de Chase en el estado estadounidense de Kansas. En el año 2010 tenía una población de 634 habitantes y una densidad poblacional de 3,67 personas por km².

## Geografía
El municipio de Strong se encuentra ubicado en las coordenadas 38°27′50″N 96°31′0″O / 38.46389, -96.51667. Según la Oficina del Censo de los Estados Unidos, el municipio tiene una superficie total de 172.65 km², de la cual 171,48 km² corresponden a tierra firme y (0,68 %) 1,17 km² es agua.

## Demografía
Según el censo de 2010, había 634 personas residiendo en el municipio de Strong. La densidad de población era de 3,67 hab./km². De los 634 habitantes, el municipio de Strong estaba compuesto por el 97,32 % blancos, el 0,47 % eran afroamericanos, el 0,63 % eran amerindios, el 0,16 % eran asiáticos, el 0,16 % eran de otras razas y el 1,26 % eran de una mezcla de razas. Del total de la población el 1,74 % eran hispanos o latinos de cualquier raza.